# Campagnolo Gran Sport

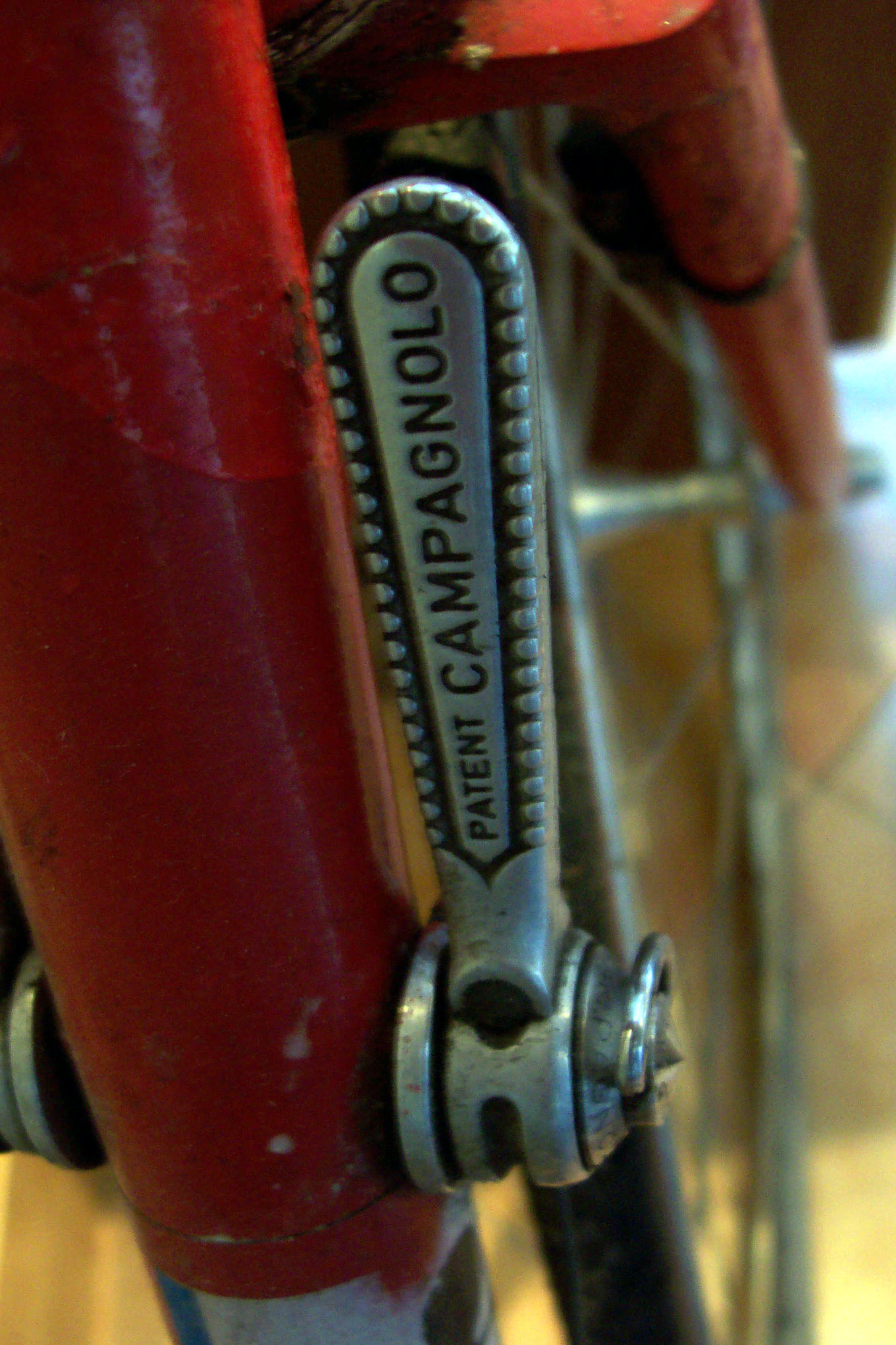
Leva del cambio

Il Campagnolo Gran Sport è stato il primo cambio per bicicletta a sfruttare il principio del deragliatore a parallelogramma, oggi universalmente adottato nei cambi per bicicletta. È stato ideato e brevettato dal vicentino Tullio Campagnolo, titolare dell'omonima ditta e presentato per la prima volta all'Esposizione di Parigi nell'ottobre 1949.

## Descrizione
La prima versione era un modello a due cavi, mai messo in commercio e realizzato in soli 10 prototipi: uno dei due cavi serviva a portare la catena sui pignoni più grandi, l'altro su quelli più piccoli. Una puleggia con due rotelline serviva poi da tensionatore, affinché la catena rimanesse sempre alla corretta tensione. L'aspetto rivoluzionario di tale cambio era rappresentato dal fatto che il ciclista poteva continuare a pedalare in avanti (mentre con il cambio a bacchetta era richiesta spesso una pedalata all'indietro per il posizionamento), senza dover rallentare o addirittura fermarsi.
L'anno successivo fu ideato il modello a singolo cavo, progenitore di tutti i cambi moderni. Mentre tirando il cavo si portava la catena sui pignoni più grandi, si poteva andare su quelli più piccoli rilasciando tale cavo, grazie alla forza di una molla. Durante gli anni cinquanta il cambio Gran Sport subì numerose modifiche ed innovazioni, fino a diventare un cambio di ampio uso fra i ciclisti professionisti. La Campagnolo inoltre marchiò "Gran Sport" anche altri componenti, dai pedali al deragliatore anteriore.
Negli anni sessanta e settanta furono introdotti altri componenti marchiati Gran Sport, di qualità elevata ma comunque inferiore a quella del gruppo Record, fra cui guarnitura, pedali, reggisella, ecc. Il cambio venne invece denominato Nuovo Gran Sport.